# Sphärische Kovarianzstruktur
In der Statistik liegt eine sphärische Kovarianzstruktur vor, wenn die Kovarianzmatrix proportional zur Einheitsmatrix ist. Beispielsweise ist die aus der multiplen linearen Regression bekannte Kovarianzmatrix {\displaystyle \mathbf {\Sigma } =\sigma ^{2}\mathbf {I} _{n}} sphärisch.
Ein vereinfachtes Verständnis des Prinzips ist aus einer geometrischen Metapher herleitbar: man stelle sich die untersuchten Fälle als Punkte im Raum der Variablen vor. Die Variablenwerte bilden dabei die Koordinaten. Bei einer sphärischen Kovarianzstruktur bilden die Punkte eine etwa kugelförmige Wolke -Sphäre ist ein selten gebrauchtes Wort für Kugel. Solch eine Situation ist ungünstig für Verfahren wie die Hauptkomponenten- oder die Faktorenanalyse, die ja versuchen, die Längsachse der Punktwolke zu finden, denn eine Kugel besitzt so etwas nicht.

## Multiple lineare Regression
Das klassische Beispiel einer sphärischen Kovarianzstruktur ist das der Kovarianzmatrix des Vektors der Störgrößen in einer multiplen linearen Regression. In der multiplen linearen Regression werden, statt lediglich die Varianzen und Kovarianzen der Störgrößen einzeln zu betrachten, diese in folgender Kovarianzmatrix zusammengefasst:
{\displaystyle \mathbf {\Sigma } =\operatorname {Cov} ({\boldsymbol {\varepsilon }})={\begin{pmatrix}\sigma ^{2}&0&\cdots &0\\0&\sigma ^{2}&\ddots &\vdots \\\vdots &\ddots &\ddots &0\\0&\cdots &0&\sigma ^{2}\end{pmatrix}}_{(n\times n)}=\sigma ^{2}\mathbf {I} _{n}}.
Hierbei ist {\displaystyle \sigma ^{2}} die unbekannte (wahre) skalare Varianz der Störgrößen, die sich erwartungstreu schätzen lässt durch {\displaystyle {\hat {\sigma }}^{2}={\hat {\boldsymbol {\varepsilon }}}^{\top }{\hat {\boldsymbol {\varepsilon }}}/(n-p)}. Da diese Kovarianzmatrix proportional zu Einheitsmatrix ist ({\displaystyle \mathbf {\Sigma } \propto \mathbf {I} _{n}}), wird diese Kovarianzstruktur als sphärisch bezeichnet. Kovarianzstrukturen dieser Art werden aufgrund des folgenden Zusammenhangs als sphärisch bezeichnet: Die Hypothese, dass die Realisierungen der Antwortvariablen {\displaystyle y_{1},y_{2},\ldots ,y_{k}} unabhängig sind und die gleiche Varianz aufweisen (Homoskedastizität), lässt sich überprüfen, indem man die Nullhypothese {\displaystyle H_{0}:\mathbf {\Sigma } =\sigma ^{2}\mathbf {I} _{n}} gegen die Alternativhypothese {\displaystyle H_{1}:\mathbf {\Sigma } \neq \sigma ^{2}\mathbf {I} _{n}} testet. Unter der Gültigkeit der Nullhypothese reduziert sich der Hyperellipsoid {\displaystyle \left(\mathbf {y} -{\boldsymbol {\mu }}\right)^{\top }\mathbf {\Sigma } ^{-1}\left(\mathbf {y} -{\boldsymbol {\mu }}\right)=c^{2}} zu {\displaystyle \left(\mathbf {y} -{\boldsymbol {\mu }}\right)^{\top }\left(\mathbf {y} -{\boldsymbol {\mu }}\right)=\sigma ^{2}c^{2}}, was der Gleichung einer Sphäre entspricht. Anders ausgedrückt liegt eine sphärische Struktur der Kovarianzmatrix bzw. sphärische Störgrößen vor, wenn die Unkorreliertheits- und Homoskedastizitätsannahme bzgl. der Störgrößen gelten:
{\displaystyle \operatorname {Cov} (\varepsilon _{i},\varepsilon _{j})=\operatorname {E} [(\varepsilon _{i}-\operatorname {E} (\varepsilon _{i}))((\varepsilon _{j}-\operatorname {E} (\varepsilon _{j}))]=\operatorname {E} (\varepsilon _{i}\varepsilon _{j})=0\quad \forall i\neq j,\;i=1,\ldots ,n,\;j=1,\ldots ,n} und {\displaystyle \forall i:\operatorname {Var} (\varepsilon _{i})=\operatorname {Var} (Y_{i})=\sigma ^{2}\quad ,i=1,\ldots ,n}.
Diese Annahmen zählen zu den Annahmen des klassischen linearen Regressionsmodells. Um die Hypothese zu überprüfen, ob die Stichprobe aus einer Grundgesamtheit kommt, in der die Variablen unkorreliert sind, wird oft der Bartlett-Test auf Sphärizität herangezogen. Er testet, ob die Stichproben-Korrelationsmatrix signifikant von einer Einheitsmatrix abweicht: {\displaystyle H_{0}:\mathbf {R} =\mathbf {I} \,} gegen {\displaystyle H_{1}:\mathbf {R} \neq \mathbf {I} }. Es wird also getestet, ob die Korrelationsmatrix überzufällig von einer Einheitsmatrix abweicht, da im Falle der Einheitsmatrix alle Außerdiagonaleinträge null sind (es liegen keine Korrelationen zwischen den Variablen vor).